# Coccophagus shakespearella
Coccophagus shakespearella är en stekelart som beskrevs av Girault 1929. Coccophagus shakespearella ingår i släktet Coccophagus och familjen växtlussteklar. Inga underarter finns listade i Catalogue of Life.